# Polyonyx tulearis
Polyonyx tulearis is een tienpotigensoort uit de familie van de Porcellanidae. De wetenschappelijke naam van de soort is voor het eerst geldig gepubliceerd in 2001 door Werding.